# العلاقات الأسترالية البنمية
العلاقات الأسترالية البنمية هي العلاقات الثنائية التي تجمع بين أستراليا وبنما.

## مقارنة بين البلدين
هذه مقارنة عامة ومرجعية للدولتين:
| وجه المقارنة                                              | أستراليا                                   | بنما                      |
| --------------------------------------------------------- | ------------------------------------------ | ------------------------- |
| المساحة (كم2)                                             | 7.69 مليون                                 | 74.18 ألف                 |
| عدد السكان (نسمة)                                         | 24.51 مليون                                | 4.10 مليون                |
| الكثافة السكانية (ن./كم²)                                 | 3.19                                       | 55.27                     |
| العاصمة                                                   | كانبرا، ملبورن                             | بنما                      |
| اللغة الرسمية                                             | لغة إنجليزية                               | اللغة الإسبانية           |
| العملة                                                    | دولار أسترالي، جنيه إسترليني، جنيه أسترالي | بالبوا بنمي، دولار أمريكي |
| الناتج المحلي الإجمالي (بليون دولار)                      | 1.32 تريليون                               | 61.84 مليار               |
| الناتج المحلي الإجمالي (تعادل القوة الشرائية) بليون دولار | 1.10 تريليون                               | 87.37 مليار               |
| الناتج المحلي الإجمالي الاسمي للفرد دولار أمريكي          | 56.31 ألف                                  | 13.27 ألف                 |
| الناتج المحلي الإجمالي للفرد دولار أمريكي                 | 45.92 ألف                                  | 20.89 ألف                 |
| مؤشر التنمية البشرية                                      | 0.939                                      | 0.780                     |
| رمز المكالمات الدولي                                      | +61                                        | +507                      |
| رمز الإنترنت                                              | .au                                        | .pa                       |
| المنطقة الزمنية                                           |                                            | 00                        |

## منظمات دولية مشتركة
يشترك البلدان في عضوية مجموعة من المنظمات الدولية، منها:
| علم المنظمة | اسم المنظمة                               | تاريخ انضمام أستراليا | تاريخ انضمام بنما |
| ----------- | ----------------------------------------- | --------------------- | ----------------- |
|             | يونسكو                                    | 4 نوفمبر 1946         | 10 يناير 1950     |
|             | الفريق المعني برصد الأرض                  | ?                     | ?                 |
|             | مؤسسة التمويل الدولية                     | 20 يوليو 1956         | 20 يوليو 1956     |
|             | المركز الدولي لتسوية المنازعات الاستشارية | 1 يونيو 1991          | 8 مايو 1996       |
|             | منظمة حظر الأسلحة الكيميائية              | ?                     | ?                 |
|             | مؤسسة التنمية الدولية                     | 24 سبتمبر 1960        | 1 سبتمبر 1961     |
|             | منظمة التجارة العالمية                    | ?                     | ?                 |
|             | وكالة ضمان الاستثمار متعدد الأطراف        | 10 فبراير 1999        | 21 فبراير 1997    |
|             | الاتحاد البريدي العالمي                   | ?                     | ?                 |
|             | منظمة الشرطة الجنائية الدولية             | ?                     | ?                 |
|             | الأمم المتحدة                             | 1 نوفمبر 1945         | 13 نوفمبر 1945    |
|             | الاتحاد الدولي للاتصالات                  | 27 مايو 1878          | 14 يوليو 1914     |
|             | البنك الدولي للإنشاء والتعمير             | 5 أغسطس 1947          | 14 مارس 1946      |

## وصلات خارجية
- موقع وزارة الخارجية الأسترالية
- موقع وزارة الخارجية البنمية